# Tipu's Tiger
Tipu's Tiger (eller Tippoo's Tiger) er et robot-kunstværk fra det 18. århundrede, tilhørende Tipu Sultan, der var de facto leder af Kongeriget Mysore. Det forestiller en tiger, der fortærer en Europæisk soldat – nemlig en sepoy fra Det britiske Ostindiske kompagni (the British East India Company). Kunstværket udstilles på the Victoria and Albert Museum i London.